# Nactus rainerguentheri
Nactus rainerguentheri — вид геконоподібних ящірок родини геконових (Gekkonidae). Ендемік Індонезії. Описаний у 2020 році. Вид названий на честь німецького герпетолога Райнера Гюнтера.

## Поширення і екологія
Nactus rainerguentheri мешкають в горах Вондівой на півострові Вандаммен, що в провінції Західне Папуа.